# Herrenbröl
Herrenbröl ist ein Ortsteil der Gemeinde Ruppichteroth. Der Ort wuchs aus den Resten der Burg Herrenbröl.

## Geographie
Herrenbröl liegt im Bröltal direkt an der Bundesstraße 478. Nachbarorte sind Ahe im Osten, Fußberg im Süden und Schönenberg im Westen.

## Geschichte

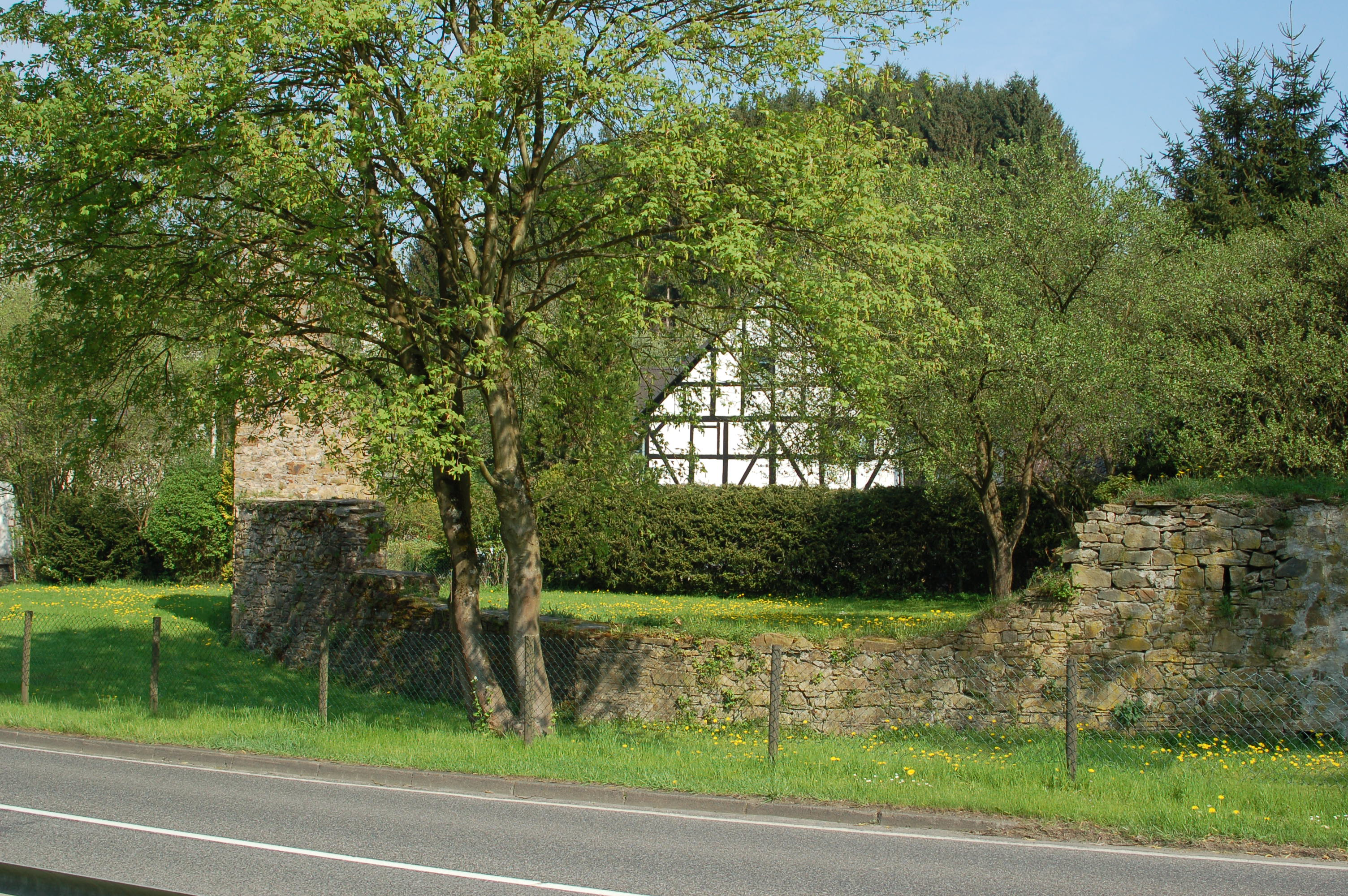
Burgruine Herrenbröl

1809 hatte Herrenbröl elf katholische Einwohner.
1901 waren für Herrenbröl vier Haushalte mit 20 Einwohnern verzeichnet: Wirt und Kalkbrennereibesitzer Josef Krumbach, Mühlenbesitzer und Bäcker Daniel Lindenberg, Ackerer Joh. Ottersbach und Maurer Franz Wirges.
1910 waren dort zwei Familien verzeichnet: August Lindenberg, Mühlen- und Sägewerksbesitzer, und Daniel Lindenberg, Rentner und Beigeordneter.
Bis 1954 fuhr die Bröltalbahn durch den Ort.